# Monomia argentata
Monomia argentata is een krabbensoort uit de familie van de Portunidae. De wetenschappelijke naam van de soort is voor het eerst geldig gepubliceerd door White & Milne Edwards.